# Enneapterygius hemimelas
Enneapterygius hemimelas es una especie de pez de la familia Tripterygiidae en el orden de los Perciformes.

## Morfología
• Los machos pueden llegar alcanzar los  cm de longitud total.

## Hábitat
Es un pez de mar  y de clima tropical y asociado a los  arrecifes de coral que vive hasta los 30 m de profundidad.

## Distribución geográfica
Se encuentra desde las Islas Ryukyu hasta el este de Australia, las Islas Marianas, las Islas Marshall, Samoa las Islas Fénix  (Kiribati) y las Islas de la Lealtad.